# Ngaoundaye
Ngaoundaye est une localité de la commune de Lim, située au nord-ouest de la République centrafricaine, dans la préfecture de Lim-Pendé (en) dont elle constitue le chef-lieu de l'une des six sous-préfectures.

## Géographie

### Situation
Ngaoundaye est située à proximité des frontières du Tchad et du Cameroun: à 5 km du Tchad, à 20 km du Cameroun, à 70 km de Bocaranga et à 600 km au nord-ouest de Bangui.

## Histoire
La localité est érigée en sous préfecture de l'Ouham-Pendé le 2 mai 2002 par démembrement de la sous-préfecture de Bocaranga. En juin 2007, à la suite du meurtre du sous-préfet par l'APRD, l’armée centrafricaine incendie une partie de la localité,. Occupée par les ex-Seleka en décembre 2013, la ville de Ngaoundaye voit sa population fuir en plusieurs vagues vers le Cameroun et le Tchad voisins. Le 21 décembre 2023, le groupe armé des 3R attaque un village de la sous-préfecture de Ngaoundaye et y massacre une vingtaine d'habitants. 

## Administration
La sous-préfecture de Ngaoundaye est constituée de cinq communes : Dilouki, Kodi, Lim, Yémé et Mbili. La localité de Ngaoundaye est située dans la commune de Lim.

## Population
La population de la sous-préfecture atteint 10 900 habitants dont 30 000 personnes déplacées en 2016, elle est constituée principalement des ethnies Pana, Gongué et Pondo.